# Waylon Francis
Waylon Francis (* 20. September 1990 in Puerto Limón) ist ein costa-ricanischer Fußballspieler, der als Abwehrspieler eingesetzt wird. Er steht derzeit beim CS Herediano unter Vertrag.

## Werdegang

### Vereinskarriere
In seiner Jugend war er beim CD Saprissa in der costa-ricanischen Provinz San José aktiv. Von dort ging er dann für die Saison 2010/11 zum Brujas FC. Seinen ersten Einsatz erhielt er am 13. Januar 2011 in einem 0:2-Auswärtssieg bei CD Barrio México, bei welchem er schon von Anfang an auf dem Platz stand, zur Halbzeit dann aber gegen Elmer Umaña ausgewechselt wurde.
Für die Invierno 2011 ging er dann nochmal Limón FC. Anfang 2012 ging es dann weiter zum CS Herediano. Mit diesem Verein gelang ihm dann in der Verano 2012 und der Verano 2013 auch der Meistertitel.
Anfang 2014 verließ er dann sein Heimatland und schloss sich in den USA der Columbus Crew aus Ohio an. In der MLS Saison 2014 erhielt er dann seinen ersten Einsatz am ersten Spieltag in einem 0:3-Auswärtssieg bei DC United. Hier war er bis zum Ende der Saison 2017 aktiv. Im Sommer 2015 nahm er als Teil der Mannschaft im MLS All-Star Game 2:1-Sieg über Tottenham Hotspur teil.
Nach dieser Station zog er weiter zu den Seattle Sounders. Wo er aber nur in der Saison 2018 aktiv war. Danach kehrte er wieder zur Columbus Crew zurück.

### Nationalmannschaftskarriere
Seinen ersten Einsatz in der Nationalmannschaft von Costa Rica erhielt er am 21. Januar 2013 bei einem 2:0-Sieg über Nicaragua während der Gruppenphase in der Copa Centroamericana 2013, in diesem Spiel stand er über die vollen 90 Minuten auf dem Platz. Am Ende gelang seiner Mannschaft dann auch der Gewinn des Titels. Bei der Weltmeisterschaft 2014 war er zwar im Kader, bekam jedoch keinen Einsatz. Danach kam er bislang nur noch in Freundschaftsspielen zum Einsatz.